# Capitães da Areia (filme)
Capitães da Areia é um filme brasileiro que estreou no dia 7 de outubro de 2011, dirigido por Cecília Amado, tem como tema principal a vida de meninos de rua que viviam em um trapiche na cidade de Salvador.
O filme é baseado na obra Capitães da Areia do autor baiano Jorge Amado, publicado em 1937. No ano de lançamento do filme, faz 10 anos desde a morte do autor. O filme é o marco inicial das comemorações pelo centenário de Jorge Amado.
Cecília Amado é neta de Jorge Amado.

## Sinopse
O filme aborda a vida de meninos abandonados que viviam em um trapiche na década de 1930. Pedro Bala é o líder destes meninos que praticavam assaltos na cidade de Salvador.